# كريستيان فالك
كريستيان فالك (بالألمانية: Christian Falk)‏ (1 أبريل 1987 في السويد - ) هو لاعب كرة قدم نمساوي في مركز الهجوم. لعب مع نادي فولفسبيرغر و1. FC Vöcklabruck ‏ وFC Rot-Weiß Erfurt ‏ وSV Bad Aussee ‏ ونادي كلاغنفورت ونادي هارتبيرغ وVöcklabrucker SC ‏.

## وصلات خارجية
- كريستيان فالك على موقع قاعدة بيانات كرة القدم.إي يو (الإنجليزية)
- كريستيان فالك على موقع Soccerway.com (الإنجليزية)
- كريستيان فالك على موقع عالم كرة القدم.نت (الإنجليزية)